# ロブ・ペンデルス
ロブ・ペンデルス（Rob Penders, 1977年4月22日 - ）は、オランダ・ザーンダム出身の元サッカー選手、現サッカー指導者。現役時代のポジションはDF。

## 経歴
RBCローゼンダールのユース出身で、1994年にトップチームでデビューする。2000年にNACブレダへ移籍。キャプテンを務め。2010年9月には同クラブ250試合出場を達成した。2010-11シーズン限りで退団すると、2012年6月にNACのC2チーム監督の指揮官としてクラブに帰還することが発表された。2014年10月13日、暫定監督にエリック・ヘレモンスが就任したことに伴いトップチームのアシスタントコーチに昇格した。